# Smlouva o sjednocení

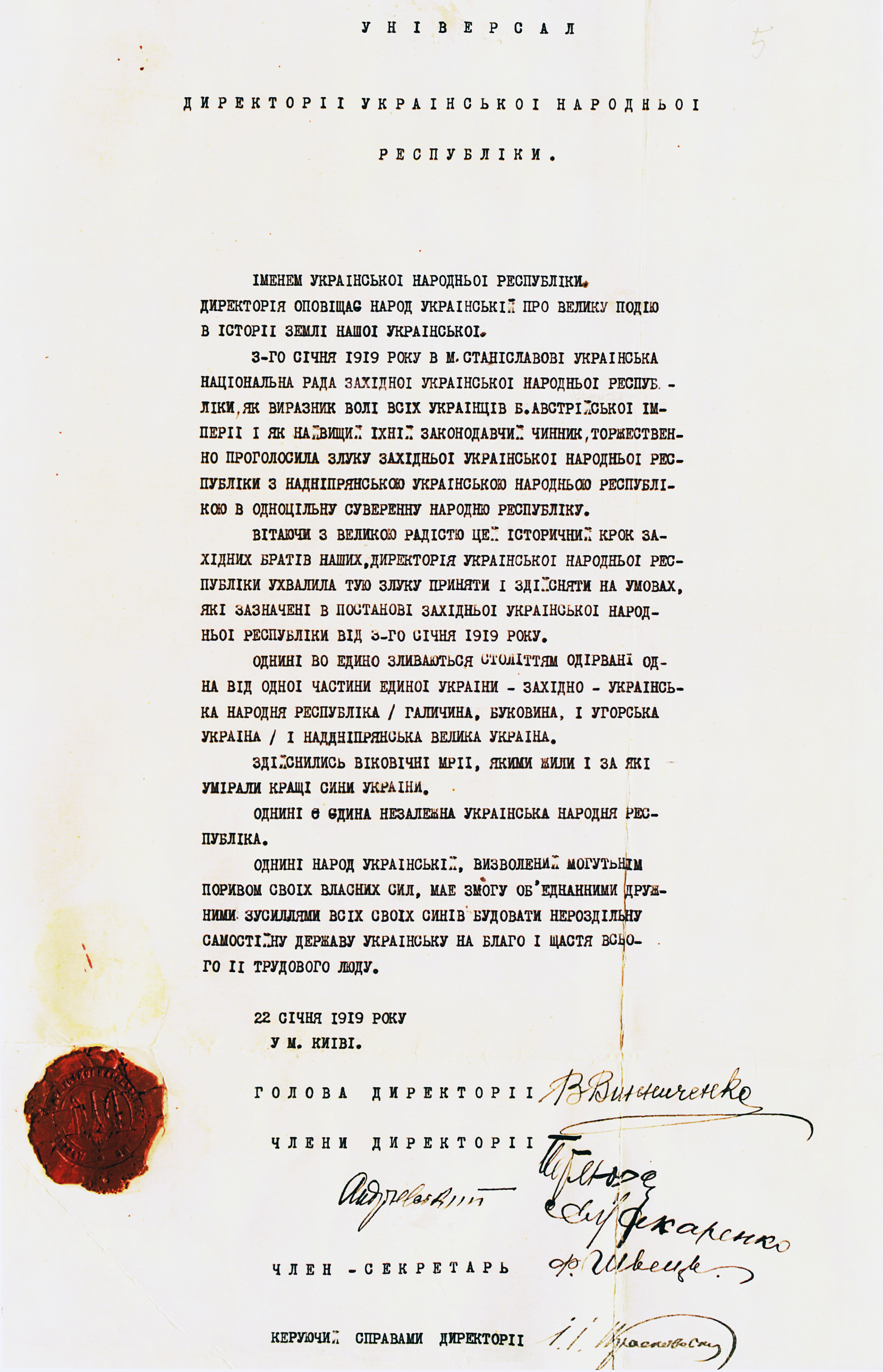
Smlouva

Smlouva o sjednocení (ukrajinsky: Акт Злуки) nebo Veliké sjednocení (ukrajinsky: Велика Злука) byla smlouva o spojení Ukrajinské lidové republiky (vznik 17. března 1917) a Západoukrajinské lidové republiky (vznik 1. listopadu 1918) podepsaná zástupci obou útvarů 22. ledna 1919, s tím že Halič získá v rámci nového státu autonomii. Zákon byl spíše symbolickým, neboť obě vlády si ponechaly vlastní samostatné armády, správu i vládní strukturu. Prezident a od června 1919 i premiér (oficiálně „diktátor“) Západoukrajinské lidové republiky Jevhen Petruševyč navíc 20. prosince 1919 ve Vídni smlouvu o sjednocení jednostranně vypověděl. To již totiž věděl, že vojenské neúspěchy obou republik jednotný stát neumožní a při jednání jen za jednu část bude mít větší manévrovací prostor. Oba krátce existující státní útvary byly ale brzy zcela rozbity nepřátelskými vojenskými údery. Území Západoukrajinské lidové republiky bylo připojeno k Polsku, území Ukrajinské lidové republiky k rodící se sovětské říši. Sjednocovací akce z roku 1919 nicméně zanechala hlubokou stopu v ukrajinské historické paměti, nejen kvůli památné velkolepé slavnosti na Sofijském náměstí v Kyjevě 22. ledna. Svědčí o tom lednové události roku 1939 na Podkarpatské Rusi, které jsou dnes považovány za první oficiální oslavu svátku jednoty. Událost měla znovu ohlas v lednu 1990, kdy 300 000 Ukrajinců vytvořilo 482 km dlouhý lidský řetěz spojující Kyjev a Lvov, tedy východ a západ Ukrajiny. Tehdy již měla akce protirežimní a protisovětský nádech, byla inspirována Baltským řetězem a pořádala jí první opoziční skupina na sovětské Ukrajině – Národní ukrajinské hnutí (Народний Рух України). Na akci se poprvé v sovětské éře objevily modro-žluté prapory. Od roku 1999 je 22. leden na Ukrajině slaven jako Den jednoty Ukrajiny. Jde o státní svátek, nikoli však den pracovního klidu. V prosinci 2011 vyvolal prezident Viktor Janukovyč kontroverzi, když sloučil Den jednoty se Dnem svobody vytvořeném v roce 2005 prezidentem Viktorem Juščenkem, Janukovyčovým oponentem, na památku oranžové revoluce (slaven byl do té doby 22. listopadu). V říjnu 2014 prezident Petro Porošenko zrušil Janukovyčovo sloučení, když nařídil, že 21. listopad bude oslavován jako „Den důstojnosti a svobody“ na počest euromajdanu, který začal 21. listopadu 2013.